# Glympis poliophaea
Glympis poliophaea là một loài bướm đêm trong họ Erebidae.